# Smetnje (elektronika)
Smetnje su vrste neželjenih pobuđenja ili oscilacija koje pored željenog signala dobijemo u elektroničkim uređajima. Šumovi i smetnje posljedica su učinaka poput nestabilnosti napona napajanja, utjecaja vanjskih smetnja, nedovoljno dobro izvedenog jednog dijela sklopa, intrinzičnog šuma pojednih elektroničkih komponenta i dr. Dio takvih smetnja uklanjamo kvalitetnim uzemljenjem ili metalnim oklopom (Faradayev kavez). Želimo li nadzirati područje frekvencija koje želimo ukloniti i/ili propustiti, služimo se električnim filterima.